# حسن تحسين
حسن تحسين أو عثمان نيفريس (1888، سلانيك - 15 مايو 1919، إزمير) كاتب وصحفي تركي.

## سيرته الذاتية

### تعليمه
بدأ تحسين تعليمه الابتدائي في مدرسة Şemsi Efendi في سلانيك وأنهى الدراسة في مدرسة فيزيا مكتب. وبعدها حصل على منحة دراسية من جمعية الاتحاد والترقي للدراسة العلوم السياسية في جامعة بباريس.

### بوخارست
عمل تحسين في جمعية الاتحاد والترقي في باريس وفي المنظمة الخاصة في تركيا. بعد عودته إلى إسطنبول، تم تكليفه بالحد من أنشطة الإخوة بوكستون الذان يعملان بالنيابة عن وكالة المخابرات البريطانية التي جعلت البلقان ضد الدولة العثمانية.